# Коробчинська загальноосвітня школа

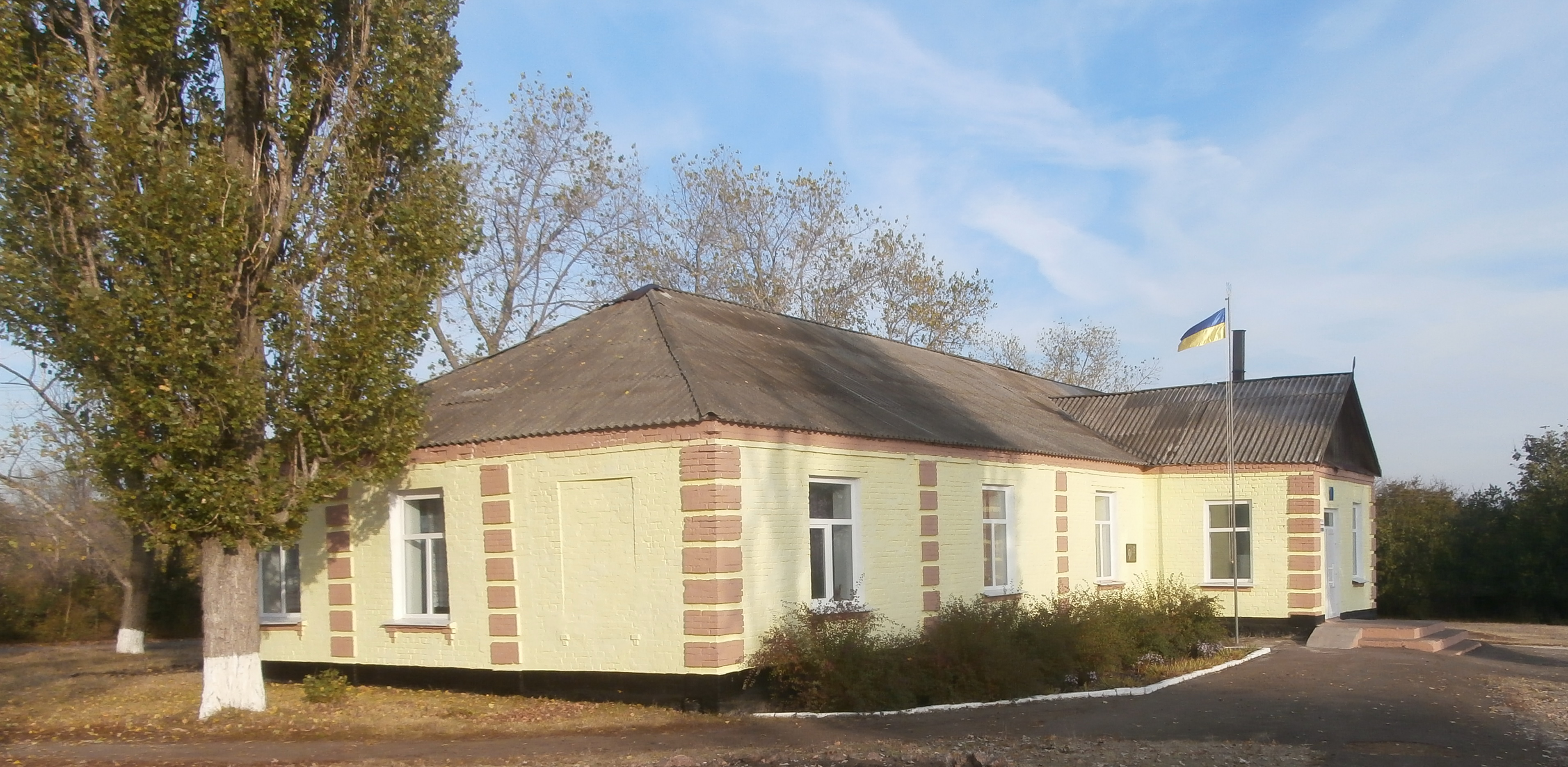
школа сьогодні

Коро́бчинська загальноосвітня школа І-ІІІ ступенів — навчальний заклад середньої загальної освіти у селі Коробчине Новомиргородського району Кіровоградської області.

## Історія
Перша школа, церковно- приходська, в селі Коробчине була відкрита в 1862 році при Успенській церкві. В школі навчалося 20 хлопчиків та 10 дівчат. Учителем був священник Антоній Костецький.
Друга школа відкрита в 1866 року в приміщенні військового гарнізону, яке орендував ескадрон Лубенського гусарського полку, за наказом полковника Олексія Сергійовича Амбразанцева-Нечаєва (дворянин, військовий у третьому поколінні, звільнився зі служби 1881 року в званні генерал-лейтенанта, помер у Санкт-Петербурзі 1897 року). Це була напіввійськова школа, розрахована на 20 учнів. Завідував нею офіцер, який протягом осені-зими навчав учнів, а навесні приймав екзамени. Школярі навчались писати, читати, виконувати нескладні арифметичні вправи. Один день на тиждень вивчали Закон Божий із полковим священником. Школа знаходилась у приміщенні казарми на території сьогоднішнього шкільного подвір'я. Проіснувала до 1875 року, допоки Лубенський полк передислокувався до Бессарабії.
У звіті центрального статистичного комітету за 1880—1885 роки є відомості про те, що в селі діяла однокласна парафіяльна школа. Назва школи вказує на те, що вона діяла при церкві і знаходились у приміщенні, яке належало церкві або священнику. Але, враховуючи велику кількість учнів, можна вважати, що школа могла бути в незадіяних приміщеннях військового гарнізону. Всі предмети— Закон Божий, читання, спів, арифметика— викладалися російською мовою. 1895 року в школі навчалось 45 учнів (40 хлопців та 5 дівчат). 1907 року земські збори села Коробчине прийняли рішення про відкриття ще однієї школи - земської однокласної. В 1908 році одне із приміщень військового гарнізону було перебудоване в навчальний корпус. Коробчинська земська однокласна школа відкрилась у жовтні 1909 року. Приміщення мало шість класних кімнат, кабінет завідувача, учительську та кімнати для зберігання наочних посібників і приладів, підсобне приміщення і широкий коридор.
Стіни були із червоної цегли на високому кам'яному фундаменті. Цегла випалювалась в гарнізонній печі з місцевої глини. Підлога в класах та коридорі була мозаїчною, з керамічної плитки, покрівля — з металевих листів. Величезні вікна забезпечували природне освітлення. Опалювалася школа грубками, одна на дві класні кімнати. Будівля була спроектована з перспективою збільшення чисельності учнів до 200. Протягом десятиріч це була найкраща споруда в селі і одна з найбільших шкіл у районі. Можливо вона б прослужила б за своїм призначенням багато років, якби своєчасно був замінений металевий дах.
Першою завідувачкою Коробчинської земської однокласної школи стала Ганна Наумівна Захаревич (Жосан).
З відкриттям земської школи кількість охочих навчатися в селі значно зросла — дві сільські школи не змогли вмістити всіх. У 1914 році, згідно зі статистичними даними працювало уже три школи: дві земських і парафіяльна з кількістю учнів, відповідно:78,137 і 114.
Революційні події і Громадянська війна завадили навчальному процесу. Регулярні заняття в школі почались із 1920 року, після закріплення влади більшовиків.
16 травня 1920 року в Коробчине був створений Коробчинський волосний відділ народної освіти, який підпорядковувався Коробчинському волосному виконавчому комітету Ради робітничих, селянських та червоноармійських депутатів. Волосному відділу народної освіти були підпорядковані 1-а Коробчинська народна школа, 2-а Коробчинська народна школа, Коробчинське вище початкове училище, Бирзуловська та Валуївська народні школи. Після адміністративної реформи 1922 року Коробчинська волость була ліквідована, її територія увійшла в склад Новомиргородської волості. Коробчинське вище початкове училище ліквідували, а школи об'єднали в одну. Вона називалася Коробчинська єдина трудова школа Миколаївської губернії.
Із 1923 року почали працювати курси лікнепу для дорослих, і школа працювала в дві зміни: перша- для дітей, друга- для дорослих. Першим директором єдиної школи був Олександр Іванович Дануца.

В 1934 році рішенням з'їзду ВКП(б) було проголошено про перехід в сільській місцевості на обов'язкову семирічну освіту до 1937 року. Рішення з'їзду виконано. Директором семирічної школи став Шаригін Дмитро Іванович.

У 1937 році школа стала десятирічною. Із 1940 року навчання в старших класах було платним і становило 150 карбованців за рік. Постановою уряду 1955 року плата за навчання була скасована.

В 1941 році, в часи німецької окупації, навчання в початкових класах школи проводилося завдяки клопотанням директора М.Г.Сосновської. Але в грудні 1942 року, після поразки німецької армії під Москвою, навчання в школі заборонили.
1 жовтня 1944 року, після звільнення села від окупації, школярі знову сіли за парти. Здебільшого босі, в латаній одежині, без книжок і зошитів. Перші роки школа працювала як семирічна.

Аби дати освіту дітям війни, держава зобов'залася в школах, які були на окупаційній території, відкрити вечірні відділення. Вперше в селі вечірню форму запровадили в 1948 році. Кожний місцевий житель віком до 30 років повинен був мати неповну середню освіту. Вечірня школа проіснувала 17 років.
У п'ятдесятих роках в школі було близько 500 учнів. Приміщень не вистачало, тому навчання проводилось у дві зміни. Друга зміна- для учнів старших класів. 

В 1960 році був побудований новий шкільний корпус на 5 класних кімнат, для учнів початкових класів. З1964 року випускники, крім атестата зрілості, одержували посвідчення тракториста та водія. Для цього термін навчання в середній школі збільшився до 11 років.
| Рік       | 1862 | 1866 | 1896 | 1908 | 1909 | 1914 | 1927 | 1950 | 1961 | 1970 | 2018 |
| --------- | ---- | ---- | ---- | ---- | ---- | ---- | ---- | ---- | ---- | ---- | ---- |
| Кількість | 30   | 50   | 45   | 135  | 221  | 329  | 306  | 617  | 496  | 428  | 106  |

### Директори
- Захаревич Ганна Наумівна 1909—1920
- Грушевський Олександр Іванович 1920—1922
- Захаревич Ганна Наумівна 1922—1928
- Дануца Олександр Іванович 1923—1929
- Шаригін Дмитро Іванович 1937—1939
- Сосновська Марія Гілярівна 1939—1941
- Рибалко 1944—1948
- Дудченко Петро Юхимович 1949—1953
- Рябоконь Іван Борисович 1954—1955
- Кушніров Іван Миколайович 1955—1963
- Мурашко Михайло Васильович 1963—1966
- Кравченко Юрій Гнатович 1966—1975
- Плахотник Володимир Андріянович 1975—1976
- Сакара Алла Миколаївна 1976—1979
- Плахотник Володимир Андріянович 1979—1986
- Кравченко Юрій Гнатович 1986—1990
- Плахотник Володимир Андріянович 1990-1999
- Стоянов Станіслав Володимирович 1999—2009
- Чижма Надія Леонідівна 2010—2012
- Самарський Леонід Анатолійович 2012—2013
- Петух Наталія Олександрівна 2013—2016

## Структура

### Відомі випускники
Гніденко Іван Гаврилович - український військовий діяч, генерал-майор.
Гудзенко Наталія Василівна - кандидат хімічних наук, доцент Київського медичного університету.
Кальніцький Борис Дмитрович - доктор біологічних наук, професор, академік РАН.
Карапиш Григорій Миколаєвич - льотчик-інструктор, відмінник авіації ТСО України.
Кожухар Микола Дмитрович - заслужений працівник транспорту України.
Кравченко Олександр Юрійович - кандидат технічних наук, доцент Київського державного університету ім. Т.Г.Шевченка.
Плахута Ігор Вікторович - український військовий діяч, генерал-майор.
Макієнко Ольга Юріївна - заслужений лікар України.
Правиленко Григорій Тимофійович - член Спілки письменників Росії.
Ткаченко Наталія Андріївна - доктор технічних наук, професор Одеської державної академії харчових технологій.
Тофтул Михайло Григорович - кандидат філосовських наук, професор.
Чигиринський Анатолій Васильович - доктор історичних наук, професор
Янченко Петро Іванович  - Герой Соціалістичної Праці.
.